# 楊元鼎
楊元鼎（？—？），第20任播州土司，活躍於元末明初時期。
楊元鼎是前任播州土司楊忠彥的嫡長子。楊忠彥去世後，由楊元鼎繼位。朝廷授予楊元鼎资德大夫、绍庆、珍州、南平等处沿边宣慰使、播州军民安抚使、侍卫亲军都指挥使的官職。在位期間，元朝勢力衰落，各地爆發了反元的起義。楊元鼎無嗣，以族人楊鏗為嗣子。死後，由楊鏗繼任土司之位。
在楊鏗委託宋濂寫的《楊氏家傳》中，對楊元鼎的事跡記載極為簡略，僅僅敘述了他的官職以及其與前後任土司之間的關係。根據現代學者考證，播州很有可能在至正十七年（1357年）明玉珍占據川西之後就依附了明夏政權，在明朝建立之後，為了避免引起明朝的不滿，楊鏗刻意隱瞞了這段歷史。
楊元鼎墓所在地長期不詳。2017年，趙家壩墓地的M1號墓被確認為楊元鼎墓，其右後方的M2號墓被確認為楊忠彥墓。